# She Dies Tomorrow
She Dies Tomorrow (bra: Vou Morrer Amanhã) é um filme de suspense psicológico estadunidense de 2020 escrito, dirigido e produzido por Amy Seimetz. É estrelado por Kate Lyn Sheil, Jane Adams, Kentucker Audley, Katie Aselton, Chris Messina, Tunde Adebimpe, Jennifer Kim, Olivia Taylor Dudley, Michelle Rodriguez, Josh Lucas e Adam Wingard.
O filme foi lançado nos Estados Unidos em 31 de julho de 2020, pela Neon.

## Enredo
Amy está devastada pela ideia de que vai morrer amanhã, o que a leva a uma vertiginosa espiral emocional. Quando sua amiga Jane descobre que o sentimento de morte iminente de Amy é contagioso, as duas começam uma jornada bizarra pelo que pode ser o último dia de suas vidas. 

## Elenco
- Kate Lyn Sheil como Amy
- Jane Adams como Jane
- Kentucker Audley como Craig
- Chris Messina como Jason
- Katie Aselton como Susan
- Tunde Adebimpe como Brian
- Jennifer Kim como Tilly
- Olivia Taylor Dudley como Erin[2]
- Michelle Rodriguez como Sky
- Josh Lucas como Doc
- Adam Wingard como Dune Buggy Man

## Recepção
No Rotten Tomatoes, o filme detém um índice de 84% de aprovação com base em 159 comentários, com uma classificação média de 7,32/10. O consenso da crítica do site é: "Formalmente provocativo e emocionalmente cru, She Dies Tomorrow confirma a roteirista e diretora Amy Seimetz como uma cineasta com uma visão única - e oportuna". O Metacritic avaliou o filme com uma média ponderada de 80 em 100, com base em 37 críticas, indicando "críticas geralmente favoráveis".